# Borrān-e Pā'īn
Borrān-e Pā'īn (persiska: بُرّانِ سُفلَى, بران پائین, Borrān-e Soflá) är en ort i Iran.   Den ligger i provinsen Ardabil, i den nordvästra delen av landet, 500 km nordväst om huvudstaden Teheran. Borrān-e Pā'īn ligger 211 meter över havet och antalet invånare är 649.
Terrängen runt Borrān-e Pā'īn är platt norrut, men söderut är den kuperad. Borrān-e Pā'īn ligger nere i en dal. Runt Borrān-e Pā'īn är det ganska tätbefolkat, med 104 invånare per kvadratkilometer. Närmaste större samhälle är Āq Qabāq, 13,8 km norr om Borrān-e Pā'īn. Trakten runt Borrān-e Pā'īn består i huvudsak av gräsmarker.